# Estádio Olímpico de Estocolmo

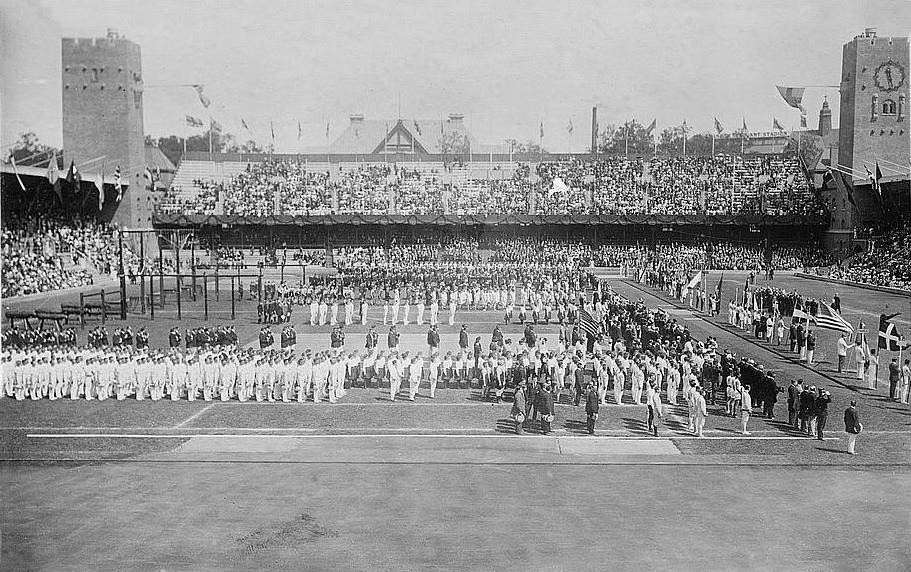
Abertura dos Jogos Olímpicos de Verão de 1912.

O Estádio Olímpico de Estocolmo (Stockholms Olympiastadion, mais conhecido apenas por Stockholms Stadion) é um estádio multi-uso localizado em Estocolmo, na Suécia.
Começou a ser construído em 1910, sendo inaugurado em 1912 como sede dos Jogos Olímpicos de Verão de 1912. Com 14.500 lugares, é o menor Estádio Olímpico já construído. Isso não foi problema durante a competição, pois o estádio não ficou lotado durante os Jogos.
Também sediou as competições de hipismo durante os Jogos Olímpicos de Verão de 1956, devido ao período de quarentena que os animais deveriam sofrer na Austrália.
Foi a casa do clube de futebol AIK entre 1912 e 1936 e até 2013 foi a casa do Djurgårdens IF (antes da mudança para o Tele2 Arena).
É também conhecido por ser o estádio onde mais vezes foram quebrados recordes em provas de atletismo: 83 vezes.

## Ligações Externas
- The Stadium Guide
- WorldStadiums.com
- Google Maps - Foto por Satélite

Predefinição:Instalações olímpicas da ginástica